# 克珀尼克
克珀尼克（德語：Köpenick，德語發音：[ˈkøːpənɪk] ⓘ）是德國首都柏林的分區之一。克珀尼克在1920年因大柏林法案而被劃入柏林。在2001年行政區劃改革之前，克珀尼克本身就是柏林的分區之一，其面積達128 km2（49 sq mi），是柏林最大的分區。2001年之後，克珀尼克和特雷普托合併為特雷普托-克珀尼克。

## 外部連結
- 维基共享资源上的相關多媒體資源：Köpenick
- （德文） Köpenick official site （页面存档备份，存于）
- （德文） Köpenick page on www.berlin.de（页面存档备份，存于）